# 1900 Katyusha
Katyusha (asteróide 1900) é um asteróide da cintura principal, a 1,9111906 UA. Possui uma excentricidade de 0,1348744 e um período orbital de 1 199,29 dias (3,28 anos).
Katyusha tem uma velocidade orbital média de 20,03919748 km/s e uma inclinação de 6,54765º.
Esse asteróide foi descoberto em 16 de Dezembro de 1971 por Tamara Smirnova.